# Клодово
Клодово (пол. Kłodowo, нім. Kladow) — село в Польщі, у гміні Відухова Грифінського повіту Західнопоморського воєводства.
Населення — 143 особи (2011).
У 1975-1998 роках село належало до Щецинського воєводства.

## Демографія
Демографічна структура станом на 31 березня 2011 року:
|          | Загалом | Допрацездатний вік | Працездатний вік | Постпрацездатний вік |
| -------- | ------- | ------------------ | ---------------- | -------------------- |
| Чоловіки | 68      | 14                 | 48               | 6                    |
| Жінки    | 75      | 18                 | 39               | 18                   |
| Разом    | 143     | 32                 | 87               | 24                   |